# 353-as busz (Kecskemét)
A kecskeméti 353-as jelzésű autóbusz Hetényegyháza, vasútállomás és a Kikelet utca között közlekedik körforgalomban. A viszonylatot a Kecskeméti Közlekedési Központ megrendelésére az Inter Tan-Ker Zrt. üzemelteti.

## Története
A járatot 2020. december 13-án indították, csatlakozást biztosítva Hetényegyháza vasútállomásnál a vasútra.

## Útvonala
| Hetényegyháza, vasútállomás → Kikelet utca → Hetényegyháza, vasútállomás |
| --- |
| Hetényegyháza, vasútállomás vá. – Darányi Ignác utca – Kossuth Lajos utca – Tamási Áron utca – Kikelet út – Alkotmány utca – Kossuth Lajos utca – Darányi Ignác utca – Hetényegyháza, vasútállomás vá. |

## Megállóhelyei
| 0  | Hetényegyháza, vasútállomás végállomás |                             |
| 2  | Hetényegyháza, óvoda                   | 15, 15D, 29                 |
| 4  | Tamási Áron utca                       |                             |
| 5  | Kikelet utca                           |                             |
| 6  | Alkotmány utca                         |                             |
| 8  | Hetényegyháza, ABC                     | 15, 15D, 29 Helyközi buszok |
| 13 | Hetényegyháza, vasútállomás végállomás | S210 354                    |